# Буска
Буска (итал. Busca) је насеље у Италији у округу Кунео, региону Пијемонт.
Према процени из 2011. у насељу је живело 5588 становника. Насеље се налази на надморској висини од 499 м.

## Становништво
| 1936. | 1951. | 1961. | 1971. | 1981. | 1991. | 2001. | 2011.  |
| ----- | ----- | ----- | ----- | ----- | ----- | ----- | ------ |
| 8.494 | 8.458 | 7.787 | 7.851 | 8.182 | 8.913 | 9.469 | 10.049 |